# منتخب فنزويلا للكرة اللينة للسيدات
منتخب فنزويلا للكرة اللينة للسيدات (بالإسبانية: Selección femenina de sóftbol de Venezuela)‏ هو ممثل فنزويلا الرسمي في المنافسات الدولية في كرة لينة للسيدات
.